# Uhrovec
Uhrovec je obec v okrese Bánovce nad Bebravou na Slovensku. Žije v ní přibližně 1 500 obyvatel. Od roku 1968 jsou součástí obce i do té doby samostatné Látkovce.

## Přírodní poměry
Obec se nachází v severní části západního Slovenska, v Trenčínském samosprávném kraji. Leží v údolí Radiše na rozhraní Nitranské pahorkatiny a Strážovských vrchů pod Jankovým vrškom. Z okresního města Bánovce nad Bebravou je vzdálena asi čtyři kilometry severovýchodním směrem. Do katastrálního území obce zasahuje část přírodní rezervace Jankov vŕšok.

## Pamětihodnosti
K pamětihodnostem obce patří národní kulturní památka Rodný dům Ľudovíta Štúra a Alexandra Dubčeka. Dalšími památkami jsou renesanční kaštel z roku 1613, evangelický kostel z roku 1940 a římskokatolický kostel svatého Ducha postavený v roce 1817. Necelých 2,5 km východně se nachází Památník SNP Jankův vršek. Další pamětihodnosti:
- Bývalá sklárna
- Řezbářská škola
- Pamětní deska Tobiáše Masníka
- Pomník s bustou Ľudovíta Štúra
- Rodný dům Ľudovíta Štúra

## Osobnosti
- Karol Ľudovít Černo (1820–1894), básník, publicista a evangelický kněz
- Alexander Dubček (1921–1992), politik
- Igor Kišš (1932–2018), evangelický teolog
- Ladislav Szántó (1894–1974), filozof
- Ľudovít Štúr (1815–1856), spisovatel, jazykovědec a politik

Ľudovít Štúr a Alexander Dubček se narodili v témže domě, v budově místní školy.